# Jan Rudomina Dusiacki (ok. 1543–1621)

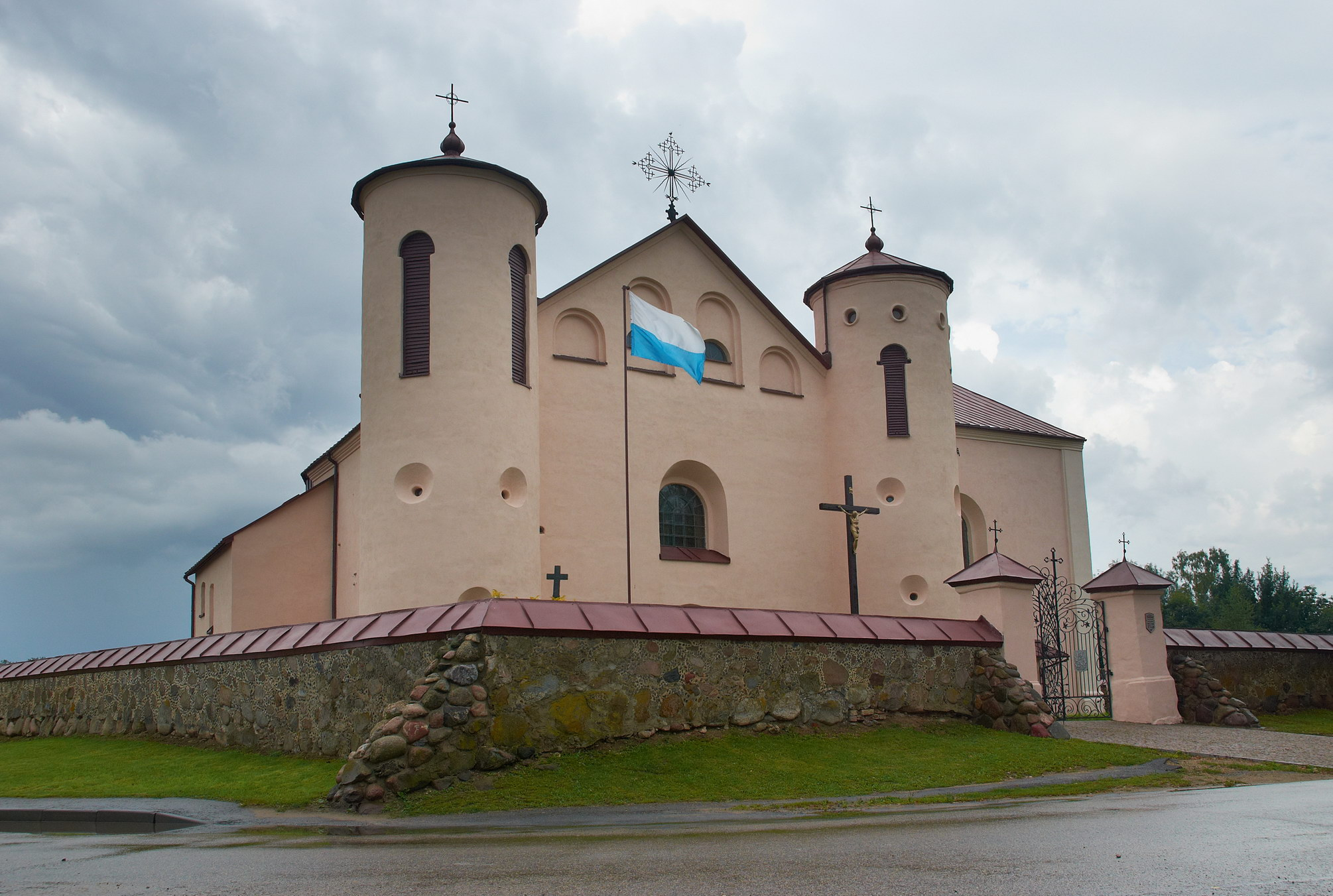
Kościół obronny w Komajach ufundowany przez Jana Rudominę

Jan Rudomina (Jan Rudomina-Dusiacki, Jan Maciejewicz Rudomina Dusiacki, ur. ok. 1543, zm. 21 lipca 1621) – wojski brasławski, deput Trybunału Litewskiego.

## Życiorys
Przedstawiciel rodziny Rudominów. Wraz z ojcem został przyjęty w 1576 r. przez kanclerza litewskiego Mikołaja Radziwiłła Rudego do herbu Trąby.
Brał udział w wojnach inflanckich. Wraz z bratem Tomaszem uczestniczył pod dowództwem hetmana dwornego litewskiego Romana Sanguszki w walkach z Moskwą, m.in. w bitwach pod Suszą i pod Czaśnikami (1567). Prawdopodobnie walczył także w kampaniach Stefana Batorego pod Połockiem, Wielkimi Łukami i Pskowem.
Podobnie jak ojciec powiększał swój majątek, udzielając pożyczek pod zastaw oraz lokując kapitał w dobra ziemskie. Dzięki tym działaniom, własnej przedsiębiorczości oraz odziedziczonym majątku u schyłku życia posiadał ok. 10 folwarków i kilka dziesiątków wsi,m.in. Dukszty (nabyte wspólnie z bratem Tomaszem od Wojciecha i Zofii Stabrowskich), Krewny (od biskupa Jerzego Radziwiłła), Komaje, Połonka (województwo nowogródzkie), Hnieździłów, Wolborowicze, Niebyszyn, Miłotyn, Widziszki, Dudy, Hubiszki, Piotrowo, Strzygoniszki i włość zadubińska w powiecie oszmiańskim. Dodatkowym źródłem dochodów była arenda podatków państwowych, np. dzierżawa czopowego w powiecie upickim uchwalonego w 1611 r.
W 1600 r. został wojskim brasławskim. Był deputatem Trybunału Litewskiego w 1602, 1605 i 1615 roku. Z powiatu brasławskiego posłował też w 1614 r. na zjazd główny stanów litewskich, zwany konwokacją wileńską.
Był katolikiem. W 1603 r. ufundował murowany kościół św. Jana Chrzciciela w Komajach. Pochowany wspólnie z synem Jerzym 21 lutego 1622 r. w bernardyńskim kościele św. Franciszka w Wilnie.

## Potomstwo
Z małżeństwa ze Szczęsną (Felicją) Tołoczkówną (zwaną niekiedy Apolonią) miał dziewięcioro dzieci:
- Jana, kasztelana nowogródzkiego;
- Piotra, kasztelana dorpackiego i smoleńskiego;
- Krzysztofa, wojewodę mińskiego;
- Pawła, poległego w młodym wieku pod Dorpatem w czasie wojen ze Szwedami;
- Jerzego (1591–1621), poległego pod Chocimiem;
- Magdalenę, benedyktynkę w Nieświeżu;
- Katarzynę, żonę Wacława Biegańskiego, podstolego orszańskiego;
- Marynę, żonę Jana Narbutta, sędziego ziemskiego lidzkiego;
- Szczęsną (Felicjanę), żonę Krzysztofa Korsaka, podkomorzego połockiego.